# Sân vận động Arnos Vale
Sân vận động Arnos Vale (tiếng Anh: Arnos Vale Stadium) là một sân vận động cricket ở Arnos Vale, gần Kingstown, Saint Vincent và Grenadines. Đây là một sân vận động đa năng và là một phần của Khu liên hợp thể thao Arnos Vale. Sân nằm bên cạnh và ở phía tây của Sân tập Arnos Vale.
Sân vận động có sức chứa 18.000 người và chủ yếu được sử dụng cho các trận đấu bóng đá và cricket.

## Địa điểm trận đấu cricket quốc tế
Sân vận động đã tổ chức trận đấu quốc tế đầu tiên vào ngày 4 tháng 2 năm 1981. Trận đấu này là một trận đấu ODI giữa Tây Ấn và Anh. Đây là một trận đấu kịch tính mà đội chủ nhà đã thắng sau hai hiệp. Đây là sân nhà của Quần đảo Windward. Trận đấu Test đầu tiên của sân được diễn ra vào năm 1997, khi Tây Ấn đấu với Sri Lanka và kết thúc với tỷ số hòa, với Sri Lanka kết thúc trận đấu với tỷ số 233–8 sau 269 lần chạy đánh trúng trụ môn. Trận đấu Test thứ hai được tổ chức ở sân vận động này vào năm 2009, đã chứng kiến Bangladesh giành chiến thắng trong trận đấu Test đầu tiên của đội trước Tây Ấn với 95 lần chạy. Vào thời điểm đó, Tây Ấn không có nhiều cầu thủ hàng đầu do tranh chấp với Hội đồng Cricket Tây Ấn, vì vậy có bảy cầu thủ mới của đội tuyển Tây Ấn đã ra mắt trong trận đấu Test.

## Các trận đấu cricket thế kỷ quốc tế
Đã có bốn trận đấu thế kỷ Test và hai trận đấu thế kỷ ODI được diễn ra tại sân vận động.

### Trận đấu thế kỷ Test
| # | Điểm | Đấu thủ           | Đội #1     | Số lần đánh bóng | Đội #2     | Ngày                | Kết quả |
| - | ---- | ----------------- | ---------- | ---------------- | ---------- | ------------------- | ------- |
| 1 | 115  | Brian Lara        | Tây Ấn     | 207              | Sri Lanka  | 20 tháng 6 năm 1997 | Hòa     |
| 2 | 128  | Tamim Iqbal       | Bangladesh | 243              | Tây Ấn     | 9 tháng 7 năm 2009  | Thắng   |
| 3 | 212  | Kraigg Brathwaite | Tây Ấn     | 447              | Bangladesh | 5 tháng 9 năm 2014  | Thắng   |
| 4 | 116  | Mushfiqur Rahim   | Bangladesh | 243              | Tây Ấn     | 5 tháng 9 năm 2014  | Thua    |

### Trận đấu thế kỷ ODI
| # | Điểm | Đấu thủ      | Đội #1 | Số lần đánh bóng | Đội #2      | Ngày               | Kết quả |
| - | ---- | ------------ | ------ | ---------------- | ----------- | ------------------ | ------- |
| 1 | 104  | Brian Lara   | Tây Ấn | 103              | New Zealand | 6 tháng 4 năm 1996 | Thắng   |
| 2 | 103* | Phil Simmons | Tây Ấn | 124              | New Zealand | 6 tháng 4 năm 1996 | Thắng   |

## Danh sách các trận có 5 cú đánh wicket
Đã có 12 trận đấu có 5 cú đánh wicket trong các trận đấu cricket quốc tế đã được thực hiện tại sân vận động.

### Trận đấu Test
| # | Người giao bóng       | Ngày                | Đội #1     | Đội #2     | Hiệp | O    | R   | W | Kết quả          |
| - | --------------------- | ------------------- | ---------- | ---------- | ---- | ---- | --- | - | ---------------- |
| 1 | Ravindra Pushpakumara | 20 tháng 6 năm 1997 | Sri Lanka  | Tây Ấn     | 1    | 12,4 | 41  | 5 | Hòa              |
| 2 | Carl Hooper           | 20 tháng 6 năm 1997 | Tây Ấn     | Sri Lanka  | 2    | 13,4 | 26  | 5 | Hòa              |
| 3 | Muttiah Muralitharan  | 20 tháng 6 năm 1997 | Sri Lanka  | Tây Ấn     | 3    | 41   | 113 | 5 | Hòa              |
| 4 | Darren Sammy          | 9 tháng 7 năm 2009  | Tây Ấn     | Bangladesh | 3    | 30,1 | 70  | 5 | Bangladesh thắng |
| 5 | Mahmudullah           | 9 tháng 7 năm 2009  | Bangladesh | Tây Ấn     | 4    | 15   | 51  | 5 | Bangladesh thắng |
| 6 | Taijul Islam          | 5 tháng 9 năm 2014  | Bangladesh | Tây Ấn     | 1    | 47   | 135 | 5 | Tây Ấn thắng     |
| 7 | Sulieman Benn         | 5 tháng 9 năm 2014  | Tây Ấn     | Bangladesh | 2    | 24,4 | 39  | 5 | Tây Ấn thắng     |

### One Day International
| # | Người giao bóng | Ngày                | Đội #1 | Đội #2   | Hiệp | O  | R  | W | Kết quả      |
| - | --------------- | ------------------- | ------ | -------- | ---- | -- | -- | - | ------------ |
| 1 | Colin Croft     | 4 tháng 2 năm 1981  | Tây Ấn | Anh      | 2    | 9  | 15 | 6 | Tây Ấn thắng |
| 2 | Franklyn Rose   | 12 tháng 4 năm 2000 | Tây Ấn | Pakistan | 2    | 10 | 23 | 5 | Tây Ấn thắng |

| # | Người giao bóng     | Ngày                | Đội #1    | Đội #2   | Hiệp | O  | R  | W | Kết quả         |
| - | ------------------- | ------------------- | --------- | -------- | ---- | -- | -- | - | --------------- |
| 1 | Sandamali Dolawatte | 22 tháng 3 năm 2003 | Sri Lanka | Tây Ấn   | 1    | 8  | 16 | 5 | Sri Lanka thắng |
| 2 | Anisa Mohammed      | 28 tháng 8 năm 2011 | Tây Ấn    | Pakistan | 1    | 10 | 5  | 5 | Tây Ấn thắng    |
| 3 | Anisa Mohammed      | 30 tháng 8 năm 2011 | Tây Ấn    | Pakistan | 2    | 10 | 7  | 5 | Tây Ấn thắng    |